# Церковь Петра Афонского и Ольги равноапостольной
Церковь Петра Афонского и Ольги Равноапостольной — недействующий православный храм в деревне Морье Всеволожского района Ленинградской области. Объект культурного наследия России регионального значения, памятник архитектуры. В настоящее время церковь расположена на территории воинской части и активно восстанавливается.

## История
Кирпичный храм в русском стиле в Морье была возведена в 1904—1906 годах по проекту архитектора Александра Васильевича Кенеля по личному распоряжению императора Николая II. В церкви расположилась богатая библиотека, а её блестящие купола служили ориентиром для кораблей, плывущих по Ладожскому озеру.
В 1938 году в ходе антирелигиозной пропаганды в СССР церковь была закрыта. Из Ленинградского мартиролога известно имя последнего священника храма — иерей Иннокентий Осипович Кузьмин 26 сентября 1937 года был арестован и приговорён к высшей мере наказания. В годы Великой Отечественной войны здание церкви служило складом и Домом культуры; позднее использовалось в качестве связного пункта.
В настоящее время храм восстанавливается: приготовлен купол, перекрыта крыша, снят самодельный потолок. В октябре 2018 года настоятелем церкви святой Варвары в посёлке Рахья Олегом Патрикеевым были освящены колокола для храма в Морье. В ходе обряда отец Олег передал в подарок икону святой Ольги от художницы Елены Вознесенской, а также икону святого преподобного Петра Афонского, привезенную им со Святой Горы Афон.